# پیتر لمپتی
پیتر لمپتی (انگلیسی: Peter Lamptey؛ زادهٔ ۶ آوریل ۱۹۴۶) بازیکن فوتبال اهل غنا بود.
از باشگاه‌هایی که در آن بازی کرده‌است می‌توان به باشگاه ورزشی هارتس آف اوک اشاره کرد.
وی همچنین در تیم ملی فوتبال غنا بازی کرده‌است.